# Chiesa dei Santi Martino e Stefano (San Miniato)
La chiesa dei Santi Martino e Stefano si trova a San Miniato Basso, frazione del comune di San Miniato, in provincia di Pisa, diocesi di San Miniato.

## Storia e descrizione
La chiesa fu costruita nel 1780 per ordine del granduca Pietro Leopoldo, in seguito alla soppressione delle parrocchie di San Martino in Faognana e Santo Stefano all'Ontraino.